# صفيراء ثعلبانية
صفيراء ثعلبانية[بحاجة لمصدر] (الاسم العلمي:Sophora alopecuroides) هي نوع من النباتات يتبع جنس الصفيراء من الفصيلة البقولية.